# Манюрова Гюзель Тагірівна
Гюзель Тагірівна Манюрова (рос. Гюзель Тагировна Манюрова, каз. Гүзәл Таһир кызы Манюрова; 24 січня 1978, Саранськ, Мордовія) — російська та казахська борчиня вільного стилю, дворазова призерка чемпіонатів світу, чемпіонка Європи, багаторазова чемпіонка Азії, володарка Кубку світу, триразова призерка Олімпійських ігор. Заслужений майстер спорту Росії, Заслужений майстер спорту Казахстану.

## Життєпис
Народилась в Саранську у татарській родині, вихідців із села Татарський Умис. Потім з батьками переїхала до Москви.
До 2002 року займалася айкідо, має 3-й дан айкідо Айкікай. Вільною боротьбою починала займатися під керівництвом тренерів С. Масьянова та О. Коливанова у 2002 у віці 24 років. Чемпіонка Росії 2005 та 2007 років. До 2010 року виступала за збірну Росії. У її складі ставала чемпіонкою Європи, призеркою чемпіонату світу та Олімпійських ігор 2004 року. На Олімпіаду 2008 року спортсменка не потрапила: місце в олімпійській команді виборола Олена Перепьолкіна. У 2010 році Манюрова змінює громадянство і починає захищати кольори збірної Казахстану. У її складі чотири рази ставала чемпіонкою Азії, призеркою чемпіонату світу та двічі — Олімпійських ігор.
Виступала за спортивний клуб Алмати. Тренери — Саркен Аясбеков (з 2010), Олександр Колянов (з 2006), Ігор Фіткулін (з 2006).
Після завершення кар'єри спортсменки Манюрова залишилася у спорті. Віце-президент Айкідо Айкікай Росії. Вона була головним тренером Казахстану з жіночої боротьби та віце-президентом Федерації боротьби Республіки Казахстан. У жовтні 2021 була звільнена з цієї посади.
У Саранську проводиться турнір з вільної боротьби на призи Гюзелі Манюрової.

## Спортивні результати на міжнародних змаганнях

### Виступи на Олімпіадах
| Змагання                    | Збірна    | Вагова категорія          | Місце  |
| --------------------------- | --------- | ------------------------- | ------ |
| Літні Олімпійські ігри 2004 | Росія     | жіноча боротьба, до 72 кг | Срібло |
| Літні Олімпійські ігри 2012 | Казахстан | жіноча боротьба, до 72 кг | Бронза |
| Літні Олімпійські ігри 2016 | Казахстан | жіноча боротьба, до 75 кг | Срібло |

### Виступи на Чемпіонатах світу
| Змагання                        | Збірна    | Вагова категорія          | Місце  |
| ------------------------------- | --------- | ------------------------- | ------ |
| Чемпіонат світу з боротьби 2003 | Росія     | жіноча боротьба, до 72 кг | 9      |
| Чемпіонат світу з боротьби 2005 | Росія     | жіноча боротьба, до 72 кг | 14     |
| Чемпіонат світу з боротьби 2007 | Росія     | жіноча боротьба, до 72 кг | Бронза |
| Чемпіонат світу з боротьби 2011 | Казахстан | жіноча боротьба, до 72 кг | 5      |
| Чемпіонат світу з боротьби 2012 | Казахстан | жіноча боротьба, до 72 кг | Срібло |
| Чемпіонат світу з боротьби 2013 | Казахстан | жіноча боротьба, до 72 кг | 14     |
| Чемпіонат світу з боротьби 2015 | Казахстан | жіноча боротьба, до 75 кг | 9      |

### Виступи на Чемпіонатах Європи
| Змагання                         | Збірна | Вагова категорія          | Місце  |
| -------------------------------- | ------ | ------------------------- | ------ |
| Чемпіонат Європи з боротьби 2004 | Росія  | жіноча боротьба, до 72 кг | Золото |
| Чемпіонат Європи з боротьби 2007 | Росія  | жіноча боротьба, до 72 кг | Бронза |
| Чемпіонат Європи з боротьби 2008 | Росія  | жіноча боротьба, до 72 кг | Срібло |

### Виступи на Чемпіонатах Азії
| Змагання                       | Збірна    | Вагова категорія          | Місце  |
| ------------------------------ | --------- | ------------------------- | ------ |
| Чемпіонат Азії з боротьби 2010 | Казахстан | жіноча боротьба, до 72 кг | Золото |
| Чемпіонат Азії з боротьби 2011 | Казахстан | жіноча боротьба, до 72 кг | Золото |
| Чемпіонат Азії з боротьби 2012 | Казахстан | жіноча боротьба, до 72 кг | Золото |
| Чемпіонат Азії з боротьби 2014 | Казахстан | жіноча боротьба, до 75 кг | Золото |

### Виступи на Азійських іграх
| Змагання           | Збірна    | Вагова категорія          | Місце  |
| ------------------ | --------- | ------------------------- | ------ |
| Азійські ігри 2010 | Казахстан | жіноча боротьба, до 72 кг | Бронза |
| Азійські ігри 2014 | Казахстан | жіноча боротьба, до 75 кг | Срібло |

### Виступи на Кубках світу
| Змагання                    | Збірна    | Вагова категорія          | Місце  |
| --------------------------- | --------- | ------------------------- | ------ |
| Кубок світу з боротьби 2007 | Росія     | жіноча боротьба, до 72 кг | Золото |
| Кубок світу з боротьби 2011 | Казахстан | жіноча боротьба, до 72 кг | 6      |

### Виступи на інших змаганнях
| Змагання                                                     | Збірна    | Вагова категорія          | Місце  |
| ------------------------------------------------------------ | --------- | ------------------------- | ------ |
| Олімпійський кваліфікаційний турнір з боротьби 2004 (Туніс)  | Росія     | жіноча боротьба, до 72 кг | Бронза |
| Золотий Гран-прі з боротьби 2009                             | Росія     | жіноча боротьба, до 72 кг | Бронза |
| Золотий Гран-прі з боротьби 2010 (Баку)                      | Казахстан | жіноча боротьба, до 72 кг | Срібло |
| Відкритий чемпіонат Польщі з боротьби 2012                   | Казахстан | жіноча боротьба, до 72 кг | Золото |
| Меморіал Вацлава Циолковського 2013                          | Казахстан | жіноча боротьба, до 72 кг | Срібло |
| Турнір Олександра Медведя 2014                               | Казахстан | жіноча боротьба, до 75 кг | Срібло |
| Турнір міста Сассарі з боротьби 2014                         | Казахстан | жіноча боротьба, до 75 кг | Золото |
| Золотий Гран-прі з боротьби 2014 (Баку)                      | Казахстан | жіноча боротьба, до 75 кг | 5      |
| Гран-прі Іспанії з боротьби 2015                             | Казахстан | жіноча боротьба, до 75 кг | Срібло |
| Кубок Президента Казахстану з боротьби 2015                  | Казахстан | жіноча боротьба, до 75 кг | Золото |
| Золотий Гран-прі з боротьби 2015                             | Казахстан | жіноча боротьба, до 75 кг | 5      |
| Турнір Олександра Медведя 2016                               | Казахстан | жіноча боротьба, до 75 кг | Срібло |
| Олімпійський кваліфікаційний турнір з боротьби 2016 (Астана) | Казахстан | жіноча боротьба, до 75 кг | Срібло |
| Відкритий чемпіонат Польщі з боротьби 2016                   | Казахстан | жіноча боротьба, до 75 кг | Бронза |
| Гран-прі Іспанії з боротьби 2016                             | Казахстан | жіноча боротьба, до 75 кг | 15     |